# Abdoulaye Seck
Pour les articles homonymes, voir Seck.
Abdoulaye Seck, né le 4 juin 1992 à Mbour, est un footballeur international sénégalais. Il évolue au Maccabi Haïfa au poste de défenseur central.

## Biographie

### En club
Abdoulaye Seck commence sa carrière au Stade de Mbour.
Le 29 juillet 2014, il est d'abord prêté jusqu'à la fin de la saison au club norvégien de Hønefoss, avant de signer définitivement.

### En sélection nationale
Seck reçoit deux sélections en équipe du Sénégal lors de l'année 2013 dans le cadre des éliminatoires du championnat d'Afrique des nations 2014. La première le 6 juillet 2013, contre la Mauritanie (victoire 1-0), puis la seconde le 20 juillet 2013, contre cette même équipe (défaite 2-0). 
Il dispute sa première compétition internationale lors de la Coupe d'Afrique des nations 2021 qu'il remporte. Le 29 décembre 2023, il est retenu dans la liste des vingt-sept joueurs sénégalais sélectionnés par Aliou Cissé pour disputer la Coupe d'Afrique des nations 2023.

## Palmarès

### En club
- Vainqueur de la Coupe de Belgique en 2020 avec le Royal Antwerp Football Club
- Finaliste de la Coupe du Sénégal en 2011 avec l'ASC Touré Kunda et en 2013 avec le Casa Sports
- Vainqueur de la Coupe de la Ligue sénégalaise en 2013 avec le Casa Sports
- Vainqueur du Trophée des champions en 2013 avec le Casa Sports
- Vice-champion de Norvège de D2 en 2016 avec Sandefjord Fotball
- Champion du Championnat d'Israël en 2022-2023 avec le Maccabi Haïfa Football Club
- Vainqueur de la Supercoupe d'Israël en 2023 avec le Maccabi Haïfa Football Club

### En sélection nationale
- Coupe d'Afrique des nations (1)
  - Champion : 2021 avec le Sénégal

### Distinctions personnel
Élu Meilleur défenseur du Championnat d'Israël en 2022-2023
Élu dans l’équipe type du Championnat d'Israël en 2022-2023